# Hak (schip)

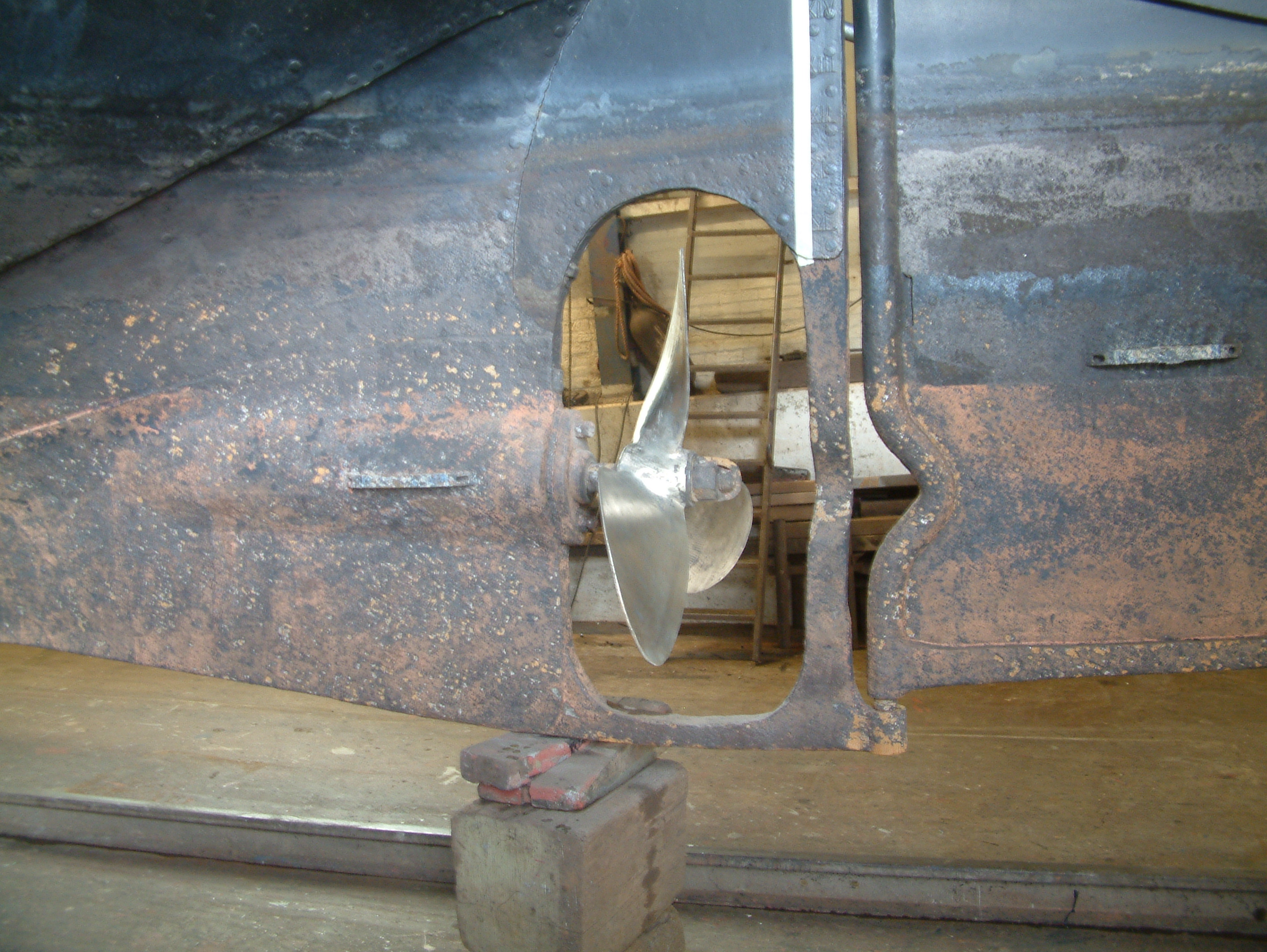
De hak onder een binnenschip

De hak van een schip is het onderste deel van het schroefraam, waarop de roerkoning scharniert.
Gebruikelijk is het schroefraam slechts enkele centimeters dik en steekt het in veel gevallen een klein stukje onder de lijn van de kielbalk uit. Daarmee loopt het schip het eerst aan de grond.
Onder Nederlandse en Belgische omstandigheden is dat meestal geen probleem, omdat de hak dan door de bagger of het zand schuift en het schip er niet op vastloopt.